# Alléktó
Alléktó (latinsky Allecto) je postava řecké mytologie, jedna ze tří Erínyí, bohyň pomsty a kletby. Alléktó je ve svém hněvu nejnesmiřitelnější. Je proto také nazývána Bohyně nesmiřitelného hněvu. 
Další dvě Erínye jsou Tísifoné a Megaira. 